# Комишенська сільська рада (Зав'яловський район)
Коми́шенська сільська рада (рос. Камышенский сельский совет) — сільське поселення у складі Зав'яловського району Алтайського краю Росії.
Адміністративний центр та єдиний населений пункт — село Комишенка.

## Населення
Населення — 860 осіб (2019; 928 в 2010, 1113 у 2002).